# Enrique Sánchez Flores
Enrique Sánchez Flores (Madrid, 5 de febrer de 1965) més conegut com a Quique Sánchez Flores, o simplement Quique és un exjugador de futbol i entrenador madrileny. Com a jugador, va fer la major part de la seva carrera al València CF. Va ser internacional amb la selecció espanyola.
És fill de l'exfutbolista Isidro Sánchez i de la cantant Carmen Flores, i parent de nombrosos artistes, entre ells nebot de la cantaora i bailaora flamenca Lola Flores i Antonio González, "El Pescaílla", i cosí de Lolita, Antonio Flores i Rosario.

## Biografia
El 1985, Quique, va arribar al València CF, provinent del CD Pegaso, on va jugar fins a l'any 1995 quan va fitxar pel Reial Madrid. Allí va jugar dos temporades abans d'anar al Reial Saragossa, club en el qual es va retirar. Va jugar 15 partits amb la selecció espanyola, i va participar en la Copa del Món d'Itàlia 1990.
Com a entrenador, va començar al Reial Madrid juvenil, el 2003 va passar al Getafe CF, equip que debutava a la primera divisió. Després d'una gran temporada amb aquest equip va ser fitxat pel València CF, tornant així a l'equip on havia jugat la major part de la seua carrera. A les acaballes del mes d'octubre de 2007 fou destituït del seu càrrec com a entrenador del primer equip de futbol, probablement per discrepàncies amb la directiva del club, essent substituït pel tècnic neerlandès Ronald Koeman. Entre 2009 i 2011 va entrenar l'Atlètic de Madrid, equip amb què va guanyar una Europa League el 2010, una Supercopa d'Europa el 2010 i amb què fou finalista de la Copa del Rei 2009-10.
El juny de 2016 va fitxar pel RCD Espanyol per tres temporades. El 25 d'octubre, l'equip es proclamà campió de la Supercopa de Catalunya després de derrotar el FC Barcelona a partit únic (1-0), mentre que a la Copa del Rei va ser eliminat davant l'Alcorcón. A la Lliga espanyola, després d'una arrencada dubtosa, l'equip es recuperà i es col·locà en la meitat de la taula, acabant la primera volta com 9è classificat. Finalment, el conjunt català va obtenir la 8a posició al final de la Lliga, cosa que suposava el seu millor resultat en el torneig domèstic des de la temporada 2010-11.
En la seva segona temporada a la banqueta de Cornellà-el Prat, l'equip blanc i blau no va trobar la regularitat necessària i finalment el club va optar per rescindir el seu contracte el 20 d'abril de 2018, amb el conjunt espanyolista com a 16è classificat al final de la 33a jornada de Lliga.

## Palmarès

### Com a jugador
Real Madrid
- Primera Divisió (1994-95)

### Com a entrenador
Benfica SL
- Copa de la Lliga (2008-09)

Atlético de Madrid
- Lliga Europa de la UEFA (2009-10)
- Supercopa d'Europa (2010)[2]